# Chionophylax czarnohoricus
Chionophylax czarnohoricus là một loài Trichoptera trong họ Limnephilidae. Chúng phân bố ở miền Cổ bắc.